# Ctimene quadripartita
Ctimene quadripartita là một loài bướm đêm trong họ Geometridae.